# Görgey Gábor
Görgey Gábor, születési nevén Görgey Arthur (Budapest, 1929. november 22. – Solymár, 2022. április 11.) Kossuth-díjas magyar író, költő, műfordító, dramaturg, rendező. 2002–2003-ban a nemzeti kulturális örökség minisztere.

## Életútja
A Görgey család leszármazottjaként született, 1929-ben. Édesapja Görgey György, édesanyja Péchy Zsófia.
1948-ban felvették a Pázmány Péter Tudományegyetem német–angol szakára, de 1949-ben félbe kellett szakítania tanulmányait. 1950-ben került a színházi élet közelébe, amikor a Nemzeti Színháznál dolgozott. 1951-ben származása miatt kitelepítették, csak 1954-ben térhetett vissza Budapestre. Egy évig a Római Katolikus Hittudományi Akadémia hallgatója. 1955-ig hivatalsegédként dolgozott, majd 1956-ig üzemi színjátszó csoportok rendezőjeként.
1959-ben a Magyar Nemzet munkatársa lett, a lapnál 1994-ig dolgozott. Eközben 1964–1972 között a Pannónia Filmstúdió dramaturgja és 1982–1988 között a Szegedi Nemzeti Színház irodalmi vezetője volt. Többször rendezett a Madách Színházban is.

### Közéleti pályafutása
A Széchenyi Irodalmi és Művészeti Akadémia alapító tagja. 1992–1998 között a Magyar Írószövetség elnökségi tagjaként tevékenykedett. 1994-ben a Magyar Televízió művészeti vezetőjévé nevezték ki, pozícióját 1996-ig viselte. Szintén 1994-ben a Magyar PEN Club alelnökévé, 2001-ben elnökévé választotta. Tisztségét 2010-ig viselte. Közben, 2000-ben a Bibó István Közéleti Társaság alelnöke is lett.
2002-ben Medgyessy Péter akkori kijelölt miniszterelnök felkérte kormányában a nemzeti kulturális örökség miniszteri posztjának betöltésére. Miniszteri esküjét 2002. május 27-én tette le. 2003-ban, az első kormányátalakítás során távozott pozíciójából. 2004-ig a miniszterelnök kulturális főtanácsadójaként tevékenykedett. 2006-ban az SZDSZ országgyűlési képviselőjelöltje volt. A Fehér Klára irodalmi díj és a Pethő Sándor-díj kuratóriumának tagja volt.

### Irodalmi munkássága
Első verseskötete Füst és fény címmel jelent meg 1956-ban, a következő 1963-ban, Délkör címmel. Első drámája, a Komámasszony, hol a stukker? nagy sikerrel szerepelt a hazai színházakban, az Amerikai Egyesült Államokban is bemutatták. Több műve önéletrajzi ihletésű, ilyen a Galopp a Vérmezőn című drámája is, amelyben kitelepítési élményeit dolgozza fel. Regényírói munkássága is jelentős, Adria szirénje című regényéért kapta meg a 2000-es Év Könyve-díjat.

## Művei
- Füst és fény. Versek; Szépirodalmi, Budapest, 1956
- Délkör; Szépirodalmi, Budapest, 1963
- Hektor, a hőscincér; Móra, Budapest, 1966
- Komámasszony, hol a stukker?; Magvető, Budapest, 1969
- Köszönöm, jól (versek, 1970)
- Alacsony az Ararát. Noé. Komédia / Handabasa avagy A fátyol titkai. Komédia Vörösmarty Mihály művei alapján; Magvető, Budapest, 1971
- Vadászszerencse. Versfordítások; Európa, Budapest, 1974
- Lilla. / Cápák / Nyugalom; Magvető, Budapest, 1976
- Légifolyosó (versek, 1977)
- Találkozás egy fél kutyával (próza, 1980)
- Egy vacsora anatómiája (1981)
- Fejek Ferdinándnak (színművek, 1982)
- A fél kutya másik fele; Szépirodalmi, Budapest, 1983
- Munkavilágítás (esszék, 1984)
- Galopp a Vérmezőn (színművek, 1987)
- A díva bosszúja (novellák, 1988)
- Vadászszőnyeg (regény, 1988)
- Meteoropata nemzet; Magvető, Budapest, 1989
- Volt egyszer egy Felvidék (regény, 1989)
- Kísértések könyve (regény, 1990, 2007)
- Nők szigete (versek, 1990)
- Mindig újabb kutyák jönnek (próza, 1991)
- A homár páncélja (regény, 1992)
- Eszkimó nyár. Válogatott és új versek; Orpheusz Könyvek, Budapest, 1993
- Waterloo kellős közepén (próza, 1994)
- 21 vers; Belvárosi, Budapest, 1994 (Borostyán-könyvek)
- Örömállam. Komédia két felvonásban; Neoprológus, Budapest, 1996 (A magyar dráma fóruma)
- Adria szirénje (regény, 1999)
- Megírhatatlan történet (novellák, 1999)
- Mikszáth különös házasságai (színmű, 1999, 2015)
- Utolsó jelentés Atlantiszról (regény, 2000)
- Tiszta ország. Hazai krónika; Elektra Kiadóház, Budapest, 2002
- Tükörjáték. Drámák; Elektra Kiadóház, Budapest, 2003
- Rokokó háború (drámák, 2003)
- Eszkimó nyár. Összegyűjtött versek; 2. bőv. kiad.; Elektra Kiadóház, Budapest, 2004
- Alkatrészhullás, 2005–2009; Elektra Kiadóház, Budapest, 2009
- Don Hektor, a hőscincér; Elektra, Budapest, 2009
- Öt arckép (2011)
- Az én asztalom. Itthon és a nagyvilágban; Corvina, Budapest, 2013
- A kivégzés éjszakája (regény, 2015)
- Görgey. Görgey Gábor emlékezése Görgey Artúr születésének 200. évében; Szépmíves, Budapest, 2018
- Ceterum censeo; Corvina, Budapest, 2020

## Díjai, elismerései
- Robert Graves-díj (1976)
- József Attila-díj (1980)
- Pro arte Díj (1985)
- IRAT-nívódíj (1989)
- Déry Tibor-díj (1989)
- a Művészeti Alap irodalmi díja (1992)
- Az Év Könyve-díj (2000)
- Millenniumi CET-díj (2000)
- Pro Urbe Budapest (2001)
- Gundel művészeti díj (2002)
- Nemes Nagy Ágnes-díj (2005)
- Aranytoll (2005)
- Kossuth-díj (2006)
- FDA Irodalmi díj (2008)
- A Magyar Köztársasági Érdemrend középkeresztje a csillaggal (2010)
- Szép Ernő-jutalom (2014)
- Radnóti Miklós antirasszista díj (2017)
- Prima Primissima díj (2018)

## Magánélete
Kétszer nősült, második felesége Iván Ildikó opera-énekesnő volt. Egy lánygyermek édesapja (Anna, 1965). Solymáron élt.